# 任天堂Wi-Fi连接
任天堂Wi-Fi连接（Nintendo Wi-Fi Connection，常略称NWFC）是任天堂原运营的在线多人游戏服务，提供兼容任天堂DS和Wii的免费在线游戏。服务还包括公司的Wii商店频道和DSi商店游戏下载服务，目前皆已停止。服务还为Wii和任天堂DS提供功能。
许多游戏利用了任天堂Wi-Fi连接的优势，将联网游戏功能整合到游戏。在推销此服务时，任天堂强调联网游戏启动的简单的速度。比如在《马里奥赛车DS》中，从主菜单可以选择在线多人游戏选项进入此功能，然后选择与好友，或是局域网/全球技能水平相近的其他玩家。在选择确定后，游戏开始搜索可用玩家。

## 停止服務
任天堂在2012年1月26日的投资者大会上宣布，任天堂Wi-Fi连接会由任天堂网络接替与合并。服务于2014年5月20日对所有Wii和任天堂DS游戏停止，这些游戏的在线游戏功能将不再可用。少量没有冠用任天堂Wi-Fi连接的游戏，在线游戏功能依然可用。
2014年5月10日，一项名为Wiimmfi的非官方服务正式上线，以替代任天堂Wi-Fi连接，旨在将Wii的所有在线功能带回那些拥有Wii主机的用户。截至目前，该服务可使大量Wii游戏（以《马里奥赛车Wii》为主）进行联机游玩。

## 安全性
2022年7月20日，任天堂發布公告呼籲玩家停止使用2005年與2008年推出的無線網路設備「Nintendo Wi-Fi USB 連接器（NTR-010）」與「Nintendo Wi-Fi 網路轉接器（WAP-001）」，因其具備安全性風險。
官方表示，因為上述設備推出都已經超過10年，以安全性保護的觀點來說，如果繼續使用的話，有可能遭遇外部非法存取，或是連接的終端設備或電腦遭病毒感染等風險。建議玩家改用目前市售的網路設備。NTR-010 的安全性風險為使用能被短時間破解的 WEP 加密。WAP-001 的風險為可透過溢位或命令注入（Command Injection）手段來更改設定或複寫韌體，以及主SSID無安全設定與副SSID採WEP加密。